# Logroño
Logroño är en kommun i Spanien. Den är centralort i den autonoma regionen La Rioja i norra delen av landet, 250 km nordost om huvudstaden Madrid. Antalet invånare är 151 164 (2024).
Under senmedeltiden var Logroño ett av den spanska inkvisitionens starkaste fästen.